# Odesa (Texas)
Odesa es una ciudad ubicada en el condado de Ector en el estado estadounidense de Texas. En el Censo de 2010 tenía una población de 99.940 habitantes y una densidad poblacional de 914,13 personas por km².

## Historia
Odesa fue fundada en 1881 como punto de embarque de ganado en el ferrocarril de Texas y el Pacífico. La primera oficina de correos se abrió en 1885. Odesa se convirtió en la sede del condado de Ector en 1891 cuando el condado se organizó inicialmente. Fue incorporada como ciudad en 1927, después de que se descubriera petróleo en el condado.
Con la apertura del Penn Field en 1929 y el Cowden Field en 1930, el petróleo se convirtió en un reclamo para nuevos residentes. En 1925, la población era de solo 750 habitantes; para 1929, había aumentado a 5,000. Durante el resto del siglo XX, la población y la economía de la ciudad crecieron rápidamente durante cada uno de los sucesivos auges petroleros (aproximadamente en las décadas de 1930 a 1950, 1970 y 2010), a menudo acompañadas de contracciones durante las sucesivas revueltas (particularmente en la década de 1960 y 1980).

## Geografía
Odesa se encuentra ubicada en las coordenadas 31°52′49″N 102°20′36″O / 31.88028, -102.34333. Según la Oficina del Censo de los Estados Unidos, Odessa tiene una superficie total de 109.33 km², de la cual 108.66 km² corresponden a tierra firme y (0.61%) 0.67 km² es agua.

### Clima
| Parámetros climáticos promedio de Odessa, Texas | Parámetros climáticos promedio de Odessa, Texas | Parámetros climáticos promedio de Odessa, Texas | Parámetros climáticos promedio de Odessa, Texas | Parámetros climáticos promedio de Odessa, Texas | Parámetros climáticos promedio de Odessa, Texas | Parámetros climáticos promedio de Odessa, Texas | Parámetros climáticos promedio de Odessa, Texas | Parámetros climáticos promedio de Odessa, Texas | Parámetros climáticos promedio de Odessa, Texas | Parámetros climáticos promedio de Odessa, Texas | Parámetros climáticos promedio de Odessa, Texas | Parámetros climáticos promedio de Odessa, Texas | Parámetros climáticos promedio de Odessa, Texas |
| Mes                                             | Ene.                                            | Feb.                                            | Mar.                                            | Abr.                                            | May.                                            | Jun.                                            | Jul.                                            | Ago.                                            | Sep.                                            | Oct.                                            | Nov.                                            | Dic.                                            | Anual                                           |
| ----------------------------------------------- | ----------------------------------------------- | ----------------------------------------------- | ----------------------------------------------- | ----------------------------------------------- | ----------------------------------------------- | ----------------------------------------------- | ----------------------------------------------- | ----------------------------------------------- | ----------------------------------------------- | ----------------------------------------------- | ----------------------------------------------- | ----------------------------------------------- | ----------------------------------------------- |
| Temp. máx. abs. (°C)                            | 32.8                                            | 36.7                                            | 37.2                                            | 38.3                                            | 45                                              | 44.4                                            | 43.3                                            | 42.2                                            | 43.3                                            | 38.9                                            | 31.1                                            | 29.4                                            | 45                                              |
| Temp. máx. media (°C)                           | 14.2                                            | 16.1                                            | 21.1                                            | 26.8                                            | 31.3                                            | 34.9                                            | 34.3                                            | 34.1                                            | 30.2                                            | 24.7                                            | 18.6                                            | 14.2                                            | 25                                              |
| Temp. mín. media (°C)                           | 1.5                                             | 3.4                                             | 7.3                                             | 12.3                                            | 17.3                                            | 21.4                                            | 22.2                                            | 22.1                                            | 18.5                                            | 12.9                                            | 6.6                                             | 1.9                                             | 12.3                                            |
| Temp. mín. abs. (°C)                            | -16.7                                           | -20.6                                           | -7.2                                            | -2.8                                            | 0.6                                             | 10                                              | 13.3                                            | 11.7                                            | 6.1                                             | -1.1                                            | -11.7                                           | -15                                             | -20.6                                           |
| Precipitación total (mm)                        | 12.7                                            | 17                                              | 17.3                                            | 14.7                                            | 45                                              | 31                                              | 39.1                                            | 46.7                                            | 50                                              | 40.1                                            | 16.8                                            | 14.5                                            | 344.7                                           |
| Nevadas (cm)                                    | 1                                               | 0                                               | 0                                               | 0                                               | 0                                               | 0                                               | 0                                               | 0                                               | 0                                               | 0                                               | 0                                               | 0                                               | 1                                               |
| Días de precipitaciones (≥ 0.2 mm)              | 3.3                                             | 3.4                                             | 3.5                                             | 2.6                                             | 4.0                                             | 3.9                                             | 4.2                                             | 4.8                                             | 4.8                                             | 4.8                                             | 2.7                                             | 3.1                                             | 45.0                                            |
| Días de nevadas (≥ 0.2 cm)                      | 0.1                                             | 0                                               | 0                                               | 0                                               | 0                                               | 0                                               | 0                                               | 0                                               | 0                                               | 0                                               | 0                                               | 0                                               | 0.1                                             |
| Fuente: NOAA (normales 1981−2010)               |                                                 |                                                 |                                                 |                                                 |                                                 |                                                 |                                                 |                                                 |                                                 |                                                 |                                                 |                                                 |                                                 |

## Demografía
Según el censo de 2010, había 99.940 personas residiendo en Odessa. La densidad de población era de 914,13 hab./km². De los 99.940 habitantes, Odessa estaba compuesto por el 75.37% blancos, el 5.74% eran afroamericanos, el 0.96% eran amerindios, el 1.12% eran asiáticos, el 0.1% eran isleños del Pacífico, el 14.18% eran de otras razas y el 2.54% pertenecían a dos o más razas. Del total de la población el 50.63% eran hispanos o latinos de cualquier raza.

## Educación
El Distrito Escolar Independiente del Condado de Ector gestiona escuelas públicas.

## Localidades cercanas
El siguiente diagrama representa a las localidades más cercanas en un radio de 36 km alrededor de Odessa. 